# Handa (cantante)
Eva Bustamante Handabaka (Huaraz, 26 de enero de 1994), conocida artísticamente como Handa, es una cantante y compositora peruana de reguetón y pop urbano.

## Biografía
Nació en Huaraz, el 26 de enero de 1994. Es tataranieta del ciudadano croata, Francisco Handabaja Stanic, cónsul del imperio austrohúngaro a inicios del siglo XX, También, es sobrina nieta de las hermanas Laura y Lily Ortiz Handabaka, cantautoras de vals ancashino. Inició en la música a temprana edad, participando en obras musicales y talleres de canto lírico.

## Carrera musical
Dedicada a la música desde los siete años, pasó de cantar frecuentemente en los teatros escolares donde estudió canto lírico. Poco después, fue vocalista de una banda de rock tras mudarse a Lima. En 2017 inicia su incursión en el género reguetón y participa como corista de la banda musical The Rolling Stones. Ese año, estrena su tema debut «Uh la la» de la mano de la productora HM Music Studio y la composición de Gino Olcese. canción con la que logró ingresar al Festival Barrio Latino.
Se dio a conocer con el nombre artístico de Handa a partir de 2018, utilizando el acortamiento de su segundo apellido. Además, fue telonera del concierto de la cantante argentina Cazzu durante su gira por Perú, de igual forma con Lenny Tavárez, Alexis & Fido y otros artistas internacionales.
En 2019, interpreta «No sé que» en colaboración con DJ Valdi, Edgar Aguirre y Jota Benz. Al poco tiempo, presentó «Maldades» junto a DJ Gi en 2021 y lanza «Sin floro» con Mario Hart. Para cerrar el año, firma un contrato discográfico con el sello discográfico OwnIT Entertainment, donde ha trabajado en Colombia, República Dominicana, Argentina y Estados Unidos, en el cual tiene varios sencillos y colaboraciones con diferentes artistas nacionales e internacionales como El Mago de Oz, Zecca y Los Golden Mindz. 
El 1 de julio de 2023, dio a conocer su sencillo «La manzana» en colaboración con dos artistas dominicanos: El Cherry Scom y Gran Memin. Para el mes de agosto publicó su nuevo sencillo «Alcohol», canción que ingresó a los primeros puestos en la radio a nivel nacional.
Posteriormente, lanzó «Vuelves» y «Si se nos da» junto a Flavia Laos, y fue nominada a los Premios Luces 2022 en la categoría «Artista revelación». El mismo año editó su primer extended play titulado «La Nena de Fuego Vol II», álbum que ganó un premio a mejor EP del género urbano. Handa lanzó el sencillo de estudio «Eva», canción que dedicó a su madre, fallecida meses antes. Así mismo, para finalizar el año, fue nominada a «Mejor cantautora joven» por parte de los Premios Capemusica.

## Discografía

### Álbum de estudio
- 2023: La Nena de Fuego

### Sencillos
- 2022: «Alcohol»
- 2022: «Vuelves»
- 2022: «La manzana»
- 2023: «Perro que ladra» (ft. Marie Cherry Pop y Asmir Young)
- 2023: «Eva»[12]
- 2023: «Tal para cuál (Remix)» (ft. Mario Hart)
- 2023: «Si se nos dá»
- 2024: «Karma»
- 2024: «Paris»